# Fréville-du-Gâtinais
Fréville-du-Gâtinais é uma comuna francesa na região administrativa do Centro, no departamento Loiret. Estende-se por uma área de 9,71 km². Em 2010 a comuna tinha 184 habitantes (densidade: 18,9 hab./km²).